# Monte Cristo (företag)
Monte Cristo var en fransk data- och TV-spelstillverkare med huvudkontor i Paris.

## Spel utvecklade och publicerade
- Trader 97
- Wall Street Trader
- Economic War
- Crazy Factory
- Dino Island
- Medieval Lords: Build, Defend, Expand
- 7 Sins
- City Life, publicerat av Deep Silver
- Cities XL
- Silverfall
- Startup 2000
- KAZooK, publicerat av Xplosiv
- Fire Department Serien:
  - Fire Department
  - Fire Department 2
  - Fire Department: Episode 3
  - Fire Chief (2003)

## Spel publicerade
- Airline Tycoon First Class och Airline Tycoon Evolution, utvecklat av Spellbound Entertainment
- TV Star
- Happy hour
- Casino Tycoon, utvecklat av Cat Daddy Games
- Platoon, Desert Rats vs Afrika Korps och D-Day, utvecklat av Digital Reality
- StarPeace, utvecklat av Oceanus Communications
- 1944 : Battle of the Bulge och Moscow to Berlin, utvecklat av INtex
- War on Terror, utvecklat av Digital Reality.